# 1945 no cinema

## Nascimentos
| Data           | Nome                     | Profissão                                     | Nacionalidade  | Observações | Ref |
| -------------- | ------------------------ | --------------------------------------------- | -------------- | ----------- | --- |
| 5 de janeiro   | Roger Spottiswoode       | realizador, produtor e roteirista             | Estados Unidos |             |     |
| 28 de janeiro  | Marthe Keller            | atriz                                         | Suíça          |             |     |
| 9 de fevereiro | Mia Farrow               | atriz                                         | Estados Unidos |             |     |
| 7 de Março     | John Heard               | ator                                          | Estados Unidos |             |     |
| 12 de Março    | Roberto Bonfim           | ator                                          | Brasil         |             |     |
| 24 de Março    | Curtis Hanson            | realizador                                    | Estados Unidos |             |     |
| 25 de Março    | Leila Diniz              | atriz                                         | Brasil         | m. 1972     |     |
| 2 de abril     | Linda Hunt               | atriz                                         | Estados Unidos |             |     |
| 21 de Abril    | Ana Lúcia Torre          | atriz                                         | Brasil         |             |     |
| 2 de maio      | Eduardo Geada            | cineasta                                      | Portugal       |             |     |
| 31 de maio     | Rainer Werner Fassbinder | cineasta e ator                               | Alemanha       | m. 1982     |     |
| 6 de junho     | David Dukes              | ator                                          | Estados Unidos | m. 2000     |     |
| 14 de junho    | Carlos Reichenbach       | roteirista e diretor de cinema                | Brasil         | m. 2012     |     |
| 10 de julho    | Jandira Martini          | atriz                                         | Brasil         |             |     |
| 26 de julho    | Helen Mirren             | atriz                                         | Reino Unido    |             |     |
| 14 de agosto   | Wim Wenders              | cineasta                                      | Alemanha       |             |     |
| 14 de agosto   | Steve Martin             | ator                                          | Estados Unidos |             |     |
| 31 de agosto   | Sérgio Godinho           | cantor, escritor de canções, actor e cineasta | Portugal       |             |     |
| 15 de setembro | Carmen Maura             | atriz                                         | Espanha        |             |     |
| 21 de outubro  | Nikita Mikhalkov         | cineasta                                      | Rússia         |             |     |
| 31 de outubro  | Pimpan Buranapim         | atriz e comediante                            | Tailândia      | m. 2017     |     |
| 21 de novembro | Goldie Hawn              | atriz                                         | Estados Unidos |             |     |
| 1 de dezembro  | Bette Midler             | atriz                                         | Estados Unidos |             |     |
| 4 de dezembro  | Luís Galvão Teles        | cineasta                                      | Portugal       |             |     |

## Mortes

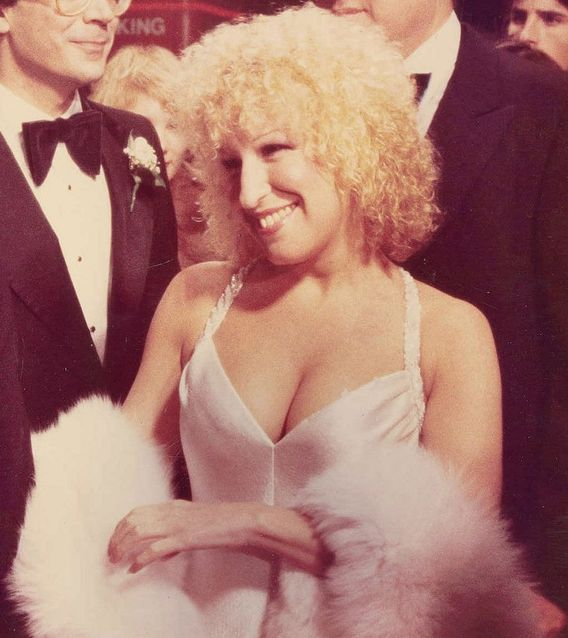
Bette Midler (n. 1 de dezembro).

| Data       | Nome          | Profissão | Nacionalidade  | Observações | Ref |
| ---------- | ------------- | --------- | -------------- | ----------- | --- |
| 4 de Março | Mark Sandrich | cineasta  | Estados Unidos | n. 1900     |     |